# Wikipedija na njemačkom jeziku
Njemačka Wikipedija (njemački: Deutschsprachige Wikipedia) je inačica Wikipedije na njemačkom. Počela je s radom 16. ožujka 2001. godine i najbogatija je člancima Wikipedija poslije engleske i švedske Wikipedije. Ima preko 2.000.000 članaka.

## Vanjske poveznice
- Njemačka Wikipedija
- (njem.) anketa među administratorima Wikipedije na njemačkom jeziku iz 2010.